# División de Honor de Guadalupe
La División de Honor de Guadalupe es la principal liga de fútbol de Guadalupe. Fue fundada en 1951 y está organizada por la Liga Guadalupense de Fútbol. 
Desde la temporada 2012/13, el campeón tiene como premio el formar parte en el Campeonato de Clubes de la CFU.

## División de Honor de Guadalupe - 2022/23
| Equipo                    | Ciudad               | Estadio                               |
| ------------------------- | -------------------- | ------------------------------------- |
| AN Jeunesse Évolution     | Les Abymes           | Estadio René Serge Nabajoth           |
| AO Gourbeyrienne          | Gourbeyre            | Stade Saint-Claude                    |
| AS Dynamo                 | Le Moule             | Estadio Jacques Pontrémy              |
| AS Gosier                 | Le Gosier            | Estadio Roger Zami                    |
| ASG Juventus              | Sainte-Anne          | Stade Saint-Claude                    |
| Cerfa FC                  | Les Abymes           | Estadio Jacques Pontrémy              |
| CS Moulien                | Le Moule             | Estadio Jacques Pontrémy              |
| CS Capesterrien           | Capesterre-Belle-Eau | Estadio Municipal Capesterre-Bell-Eau |
| JS Vieux-Habitants        | Vieux-Habitants      | Estadio Municipal de Vieux-Habitants  |
| L'Étoile de Morne-à-l'Eau | Morne-à-l'Eau        | Estadio Pierre Monnerville            |
| La Gauloise               | Basse-Terre          | Stade Saint-Claude                    |
| Phare du Canal            | Petit-Canal          | Estadio Jacques Pontrémy              |
| RS Guadeloupe             | Baie-Mahault         | Estadio René Serge Nabajoth           |
| SC Baie-Mahault           | Baie-Mahault         | Estadio Fiesque Dichesne              |
| Siroco Les Abymes         | Les Abymes           | Estadio René Serge Nabajoth           |
| Solidarité Scolaire       | Baie-Mahault         | Estadio Fiesque Duchesne              |
| Stade Lamentinois         | Le Lamentin          | Estadio Municipal Germain Barbier     |
| US Baie-Mahault           | Baie-Mahault         | Estadio Fiesque Duchesne              |

## Palmarés
| Año     | Campeón                            |
| ------- | ---------------------------------- |
| 1951-52 | Red Star ASC                       |
| 1952-53 | CS Moulien                         |
| 1953-54 | Arsenal Club                       |
| 1954-55 | CS Moulien                         |
| 1955-56 | CS Moulien                         |
| 1956-57 | CS Capesterrien                    |
| 1959-58 | Desconocido                        |
| 1958-59 | Desconocido                        |
| 1959-60 | La Gauloise Basse-Terre            |
| 1960-61 | Desconocido                        |
| 1961-62 | CS Capesterrien                    |
| 1962-63 | ASAC Cygne Noir                    |
| 1963-64 | CS Capesterrien                    |
| 1964-65 | CS Moulien                         |
| 1963-66 | Red Star ASC                       |
| 1966-67 | ASG Juventus                       |
| 1967-68 | Racing Club Basse-Terre            |
| 1968-69 | ASG Juventus                       |
| 1969-70 | Red Star ASC                       |
| 1970-71 | La Gauloise Basse-Terre            |
| 1971-72 | ASAC Cygne Noir                    |
| 1972-73 | ASG Juventus                       |
| 1973-74 | ASG Juventus                       |
| 1974-75 | ASG Juventus                       |
| 1975-76 | ASG Juventus                       |
| 1976-77 | Desconocido                        |
| 1977-78 | La Gauloise Basse-Terre            |
| 1978-79 | ASG Juventus                       |
| 1979-80 | L'Etoile de Morne-à-l'Eau          |
| 1980-81 | L'Etoile de Morne-à-l'Eau          |
| 1981-82 | L'Etoile de Morne-à-l'Eau          |
| 1982-83 | Desconocido                        |
| 1983-84 | JS Capesterre                      |
| 1984-85 | CS Moulien                         |
| 1985-87 | Desconocido                        |
| 1987-88 | Solidarité Scolaire                |
| 1988-89 | Zénith (Morne-à-l'Eau)             |
| 1989-90 | Solidarité Scolaire                |
| 1990-91 | Solidarité Scolaire                |
| 1991-92 | Solidarité Scolaire                |
| 1992-93 | Solidarité Scolaire                |
| 1993-94 | CS Moulien                         |
| 1994-95 | Arsenal Club                       |
| 1995-96 | L'Etoile de Morne-à-l'Eau          |
| 1996-97 | L'Etoile de Morne-à-l'Eau          |
| 1997-98 | L'Etoile de Morne-à-l'Eau          |
| 1998-99 | Racing Club Basse-Terre            |
| 1999-00 | ASG Juventus                       |
| 2000-01 | L'Etoile de Morne-à-l'Eau          |
| 2001-02 | L'Etoile de Morne-à-l'Eau          |
| 2002-03 | Phare du Petit-Canal (Petit-Canal) |
| 2003-04 | Racing Club Basse-Terre            |
| 2004-05 | AS Gosier                          |
| 2005-06 | JS Vieux-Habitants                 |
| 2006-07 | L'Etoile de Morne-à-l'Eau          |
| 2007-08 | Evolucas du Lamentin               |
| 2008-09 | CS Moulien                         |
| 2009-10 | JS Vieux-Habitants                 |
| 2010-11 | CS Moulien                         |
| 2011-12 | AJSS Saintes                       |
| 2012-13 | CS Moulien                         |
| 2013-14 | CS Moulien                         |
| 2014-15 | CS Moulien                         |
| 2015-16 | USR Sainte-Rose                    |
| 2016-17 | USR Sainte-Rose                    |
| 2017-18 | CS Moulien                         |
| 2018-19 | Amical Club Marie Galante          |
| 2019-20 | AS Gosier                          |
| 2020-21 | AS Gosier                          |
| 2022    | Solidarité Scolaire                |
| 2022-23 | CS Moulien                         |
| 2023-24 | Siroco Les Abymes                  |

## Títulos por club
| Club                          | Campeón | Años campeón |
| ----------------------------- | ------- | --- |
| CS Moulien                    | 13      | 1952/53, 1954/55, 1955/56, 1964/65, 1984/85, 1993/94, 2008/09, 2010/11, 2012/13, 2013/14, 2014/15, 2017/18, 2022/23 |
| L'Etoile de Morne-à-l'Eau     | 9       | 1979/80, 1980/81, 1981/82, 1995/96, 1996/97, 1997/98, 2000/01, 2001/02, 2006/07                                     |
| ASG Juventus de Sainte-Anne   | 8       | 1966/67, 1968/69, 1972/73, 1973/74, 1974/75, 1975/76, 1978/79, 1999/00                                              |
| Solidarité Scolaire           | 6       | 1987/88, 1989/90, 1990/91, 1991/92, 1992/93, 2022                                                                   |
| La Gauloise Basse-Terre       | 4       | 1959/60, 1970/71, 1976/77, 1977/78                                                                                  |
| Red Star ASC (Pointe-à-Pitre) | 3       | 1951/52, 1965/66, 1969/70                                                                                           |
| Club Sportif Capesterrien     | 3       | 1956/57, 1961/62, 1963/64                                                                                           |
| ASAC Cygne Noir               | 3       | 1962/63, 1971/72, 1982/83                                                                                           |
| Racing Club Basse-Terre       | 3       | 1967/68, 1998/99, 2003/04                                                                                           |
| AS Gosier (Gosier)            | 3       | 2004/05, 2019/20, 2020/21                                                                                           |
| Arsenal Club                  | 2       | 1953/54, 1994/95 |
| US Ansoise (Anse-Bertrand)    | 2       | 1985/86, 1986/87 |
| JS Vieux-Habitants            | 2       | 2005/06, 2009/10 |
| USR Sainte-Rose               | 2       | 2015/16, 2016/17 |
| JS Capesterre                 | 1       | 1983/84 |
| Zénith (Morne-à-l'Eau)        | 1       | 1988/89 |
| Jeunesse (Trois-Rivières)     | 1       | 1993/94 |
| Phare (Petit-Canal)           | 1       | 2002/03 |
| Evolucas (Petit-Bourg)        | 1       | 2007/08 |
| AJSS Saintes                  | 1       | 2011/12 |
| Amical Club Marie Galante     | 1       | 2018/19 |
| Siroco Les Abymes             | 1       | 2023/24 |

## Goleadores
| Temporada | Jugador         | Club                    | Goles |
| 2002/03   | Dominique Mocka | Racing Club Basse-Terre | 18    |
| 2003/04   | Dominique Mocka | Racing Club Basse-Terre | 20    |
| 2005/06   | Erick Mocka     | JS Vieux-Habitants      | 15    |
| 2009/10   | Marc Arbau      | AJSS Saintes            | 21    |